# اشز دیواید
اشز دیواید (انگلیسی: Ashes Divide) نام یک پروژه انفرادی ایجاد شده توسط موسیقی‌دان آمریکایی، بیلی هاوردل است.